# Замковая церковь (Минск)
Замковая церковь — древнейшая храмовая постройка Минска. Начало возведения — между 1069 и 1073 годами, завершение — не позднее 1071—1085 года. Минский храм не имеет точных аналогов среди культовых монументальных построек Древней Руси и занимает особое место в архитектуре. Храм был расположен в районе пл. 8 Марта — начало пр. Победителей (за зданием Дома физкультуры ДСО «Трудовые резервы»).

## История храма
В 1949 году при раскопках в восточной части минского Замчища был открыт каменный фундамент небольшой каменной церкви — древнейшей храмовой постройки города, о которой не было упоминаний ни в древних летописях о Минске, ни в древних актах. Его остатки выявил и исследовал в 1949—1951 г.г. В. Р. Тарасенко.
Учёные датируют строительство минского храма не позднее 1071—1085 годов (на основе стратиграфических данных). Каменный храм предположительно должен был стать украшением и основой планировки этого района. Его строительство в Минске было предпринято в то время, когда город не принадлежал полоцким князьям, так как в этом случае были бы приглашены полоцкие мастера с их традицией и характерной техникой. Это значит, что возводить храм начали в период между 1069 и 1073 годами, когда Минск мог находиться (предположительно) во владении Ярополка Изяславича. Его мать Ярополка была дочерью польского короля Мечеслава II и родной сестрой короля Казимира. Соответственно, в то время у Изяслава были крепкие дружественные отношения и связи с польским двором. Это объясняет привлечение польских мастеров к строительству храма в городе, который заполучил Ярополк, что придало храму оригинальные черты, которые ставят его на особое место среди архитектурных памятников Древней Руси.
Строительство храма не было завершено. Причин тому могло быть несколько: возможно, мастера не рассчитали свои возможности, а также возникли трудности с необычным для этих мест строительным материалом. Могла помешать сложная политическая обстановка, отмеченная бесконечными междоусобицами. Спустя некоторое время после прекращения строительства возведённая часть храма была превращена в некрополь. В ходе раскопок 1950-х годов было обнаружено 21 погребение в деревянных гробах. По одному неплохо сохранившемуся захоронению женщины учёным позже удалось воссоздать её облик: при жизни у неё была прическа в виде уложенной вокруг головы косы — эта традиция характерна для украинок и жительниц южных регионов Белоруссии.
В первой половине XIII в. поверх каменного фундамента прошла деревянная мостовая. Она перекрыла фундамент храма, то есть на время её возведения фундамент церкви уже был заброшен, а на его площади действовало городское кладбище. Обнаруженная при раскопках мостовая — свидетельство коренного изменения планировки города в тот период. Также возможно, что эта дорога вела к кладбищу — возможно, из-за недостатка свободного места на территории Минского Замчища жители города были вынуждены пожертвовать площадью недостроенного храма и кладбищем и отдать эту территорию под новую застройку.
В ходе раскопок лета 2009 года был раскопан фундамент первого минского храма. Сегодня фундамент храма находится возле восточной стены Дома физкультуры ДСО «Трудовые резервы» на глубине 1,5 метра. Несколько северо-западнее этого места современной кладкой сделана имитация фундаментов XII века.
Архитектор Г. А. Лаврецкий сделал графическую реконструкцию древнего храма.

## Описание храма

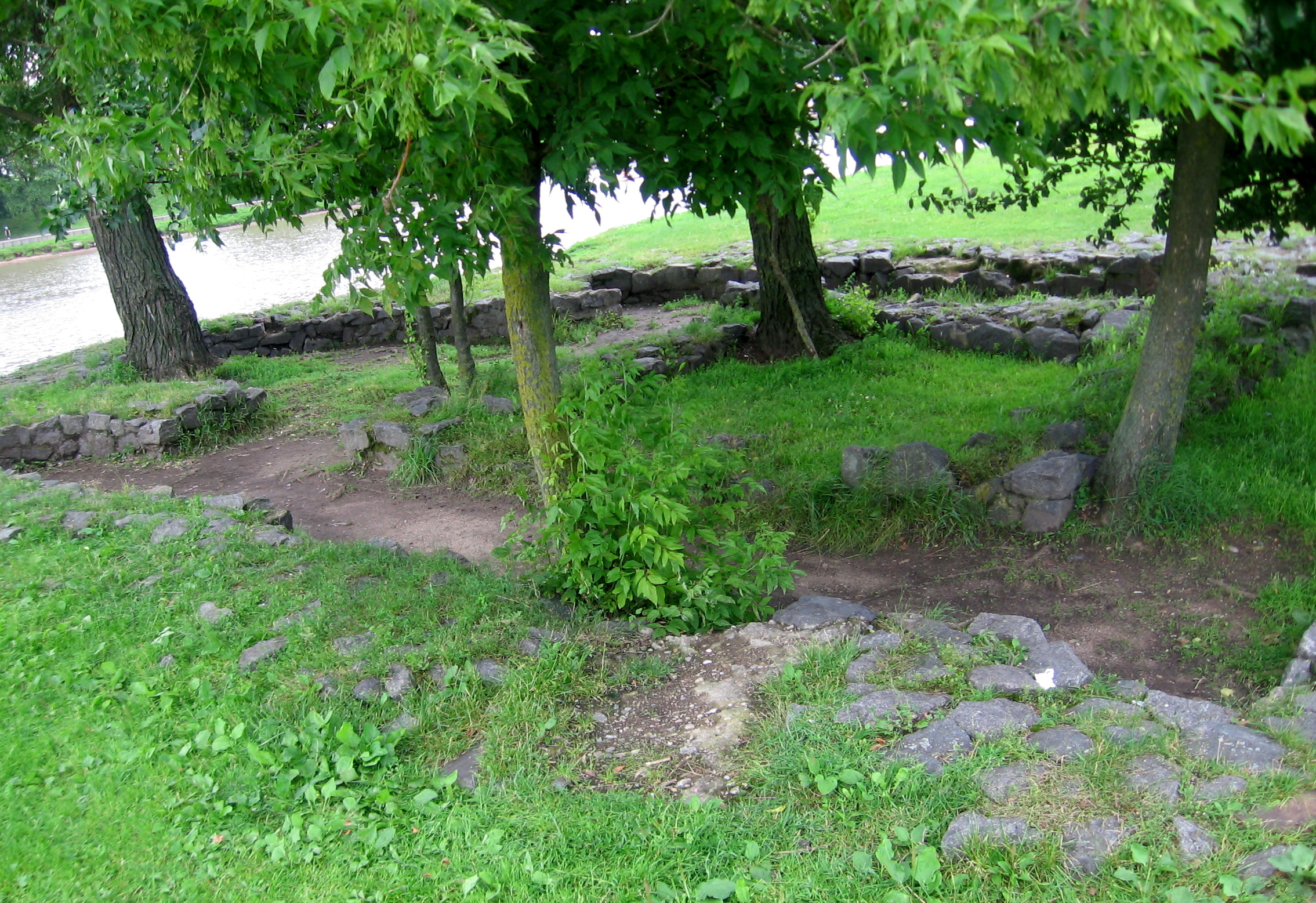
Современная имитация фундамента первой Минской церкви

По своим строительно-техническим особенностям Минский храм не имеет точных аналогий среди культовых монументальных построек Древней Руси, занимая в её архитектуре особое место. Первый минский храм должен был представлять собой трёхапсидное четырёхстолбное сооружение размером 16 на 12 метров. Его фундамент и стены возведены из булыжного камня, политого известковым раствором. Изнутри каменные стены планировалось облицевать известковыми кирпичеобразными плитками. Здание храма должно было иметь плоские фасады, единственным украшением которых были бы ровные ряды самой каменной кладки.
Стены были возведены всего до метровой высоты. Они имели значительную толщину — до 1,5 метров. Несмотря на то, что храм не был достроен, его неповторимость привлекла внимание исследователей. Интерес к нему усиливается тем, что храм был одним из ранних сооружений древнего Минска. Храм имел три апсиды, что соответствовало традициям храмов XI века, занимая как бы промежуточное положение между трехапсидными сооружениями этого столетия и одноапсидными малыми храмами XII века.
Даже в незавершённом виде храм демонстрирует оригинальную строительную технику, продуманную организацию строительных работ. Древний зодчий стремился возвести небольшое строгое культовое здание, соответствовавшее характеру поселения. Церковь должна была стать украшением и основой планировки этого исторического района.
К тому времени древнерусское зодчество имело уже достаточный опыт храмового строительства из кирпича: в Полоцке как Софийский собор, так и все другие храмы того времени были возведены из кирпича. В Минске же использовали бутовую кладку стен и внутреннюю облицовку кирпичеобразными известняковыми плитками. Эти оригинальные черты Минского храма, которые не использовались в древнерусской архитектуре XI—XIII веков, заставляют предположить, что его строительство осуществляли приглашенные мастера романской школы (что вполне было вероятно для того времени).